# 수 캐롤

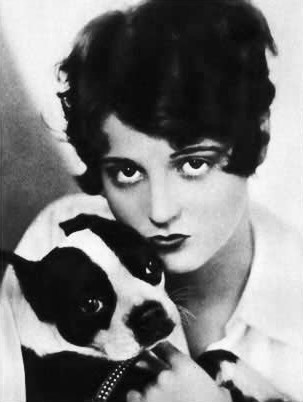

수 캐럴(Sue Carol, 1906년 10월 30일 ~ 1982년 2월 4일)은 미국의 배우, 탤런트 에이전트이다.
시카고에서 태어났으며 로스앤젤레스에서 사망하였다. 사인은 심근 경색이다. 포리스트 론 메모리얼 파크에 매장되었다.

## 출연 작품
- The Air Circus (1928)
- Fox Movietone Follies of 1929 (1929)